# کوزو سائه‌کی
کوزو سائه‌کی (انگلیسی: Kozo Saeki; ۴ دسامبر ۱۹۱۲ – ۲۷ دسامبر ۱۹۷۲) کارگردان فیلم، و فیلم‌نامه‌نویس اهل ژاپن بود.